# 공설운동장로
공설운동장로(Gongseorundongjang-ro)는 경상남도 하동군 하동읍 비파삼거리 에서 적량면 신월교차로 를 잇는 도로이다.

## 주요 경유지
경상남도
- 하동군 (하동읍 . 적량면)

## 노선
| 이름        | 접속 노선                  | 소재지 | 소재지 | 비고 |
| ----------- | -------------------------- | ------ | ------ | ---- |
| 비파삼거리  | 경서대로                   | 하동군 | 하동읍 |      |
| 대석교      |                            | 하동군 | 적량면 |      |
| 고전 교차로 | 국도 제2호선 (충무공로)    | 하동군 | 적량면 |      |
| 신월 교차로 | 국도 제19호선 (섬진강대로) | 하동군 | 적량면 |      |

## 주요 시설및 건물
- 하동119안전센터 (공설운동장로 169/고절리 1211-3)
- 하동공설운동장 (공설운동장로 217/고절리 1209-1)
- GS칼텍스 돌다리주유소 (공설운동장로 240/고절리 1199-5)
- 롯데택배 하도대리점 (공설운동장로 248/고절리 1197-11)